# Augaptilus lamellifer
Augaptilus lamellifer is een eenoogkreeftjessoort uit de familie van de Augaptilidae. De wetenschappelijke naam van de soort is voor het eerst geldig gepubliceerd in 1911 door Esterly.